# Lubbock (Texas)

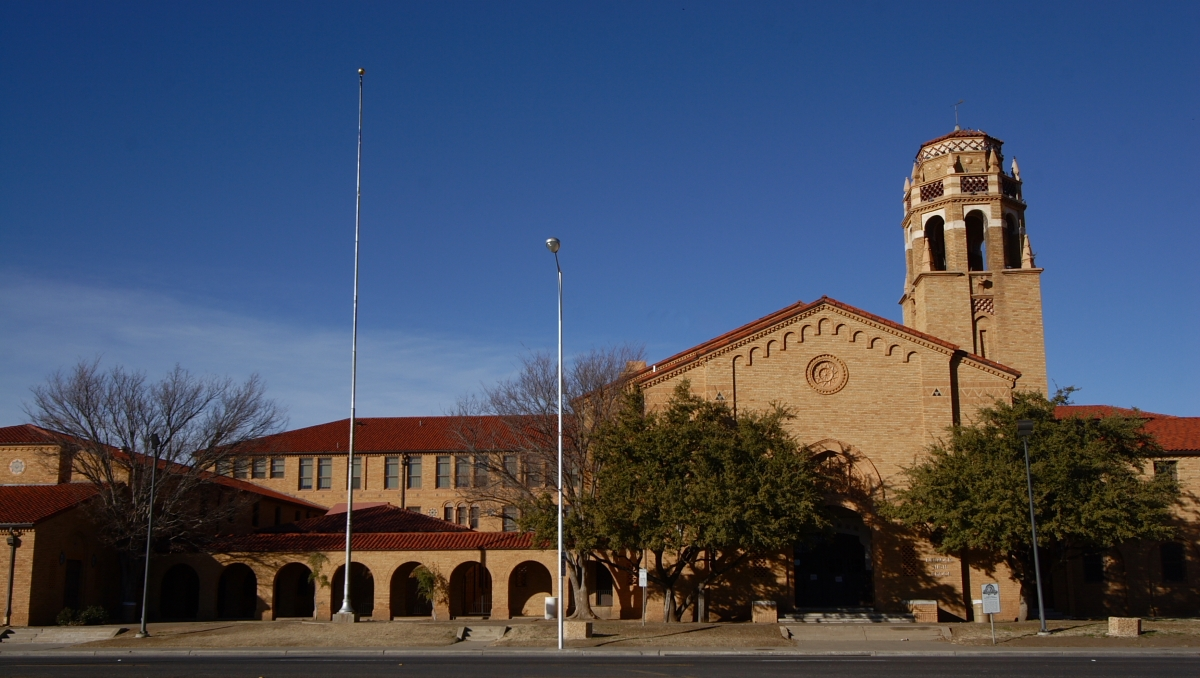
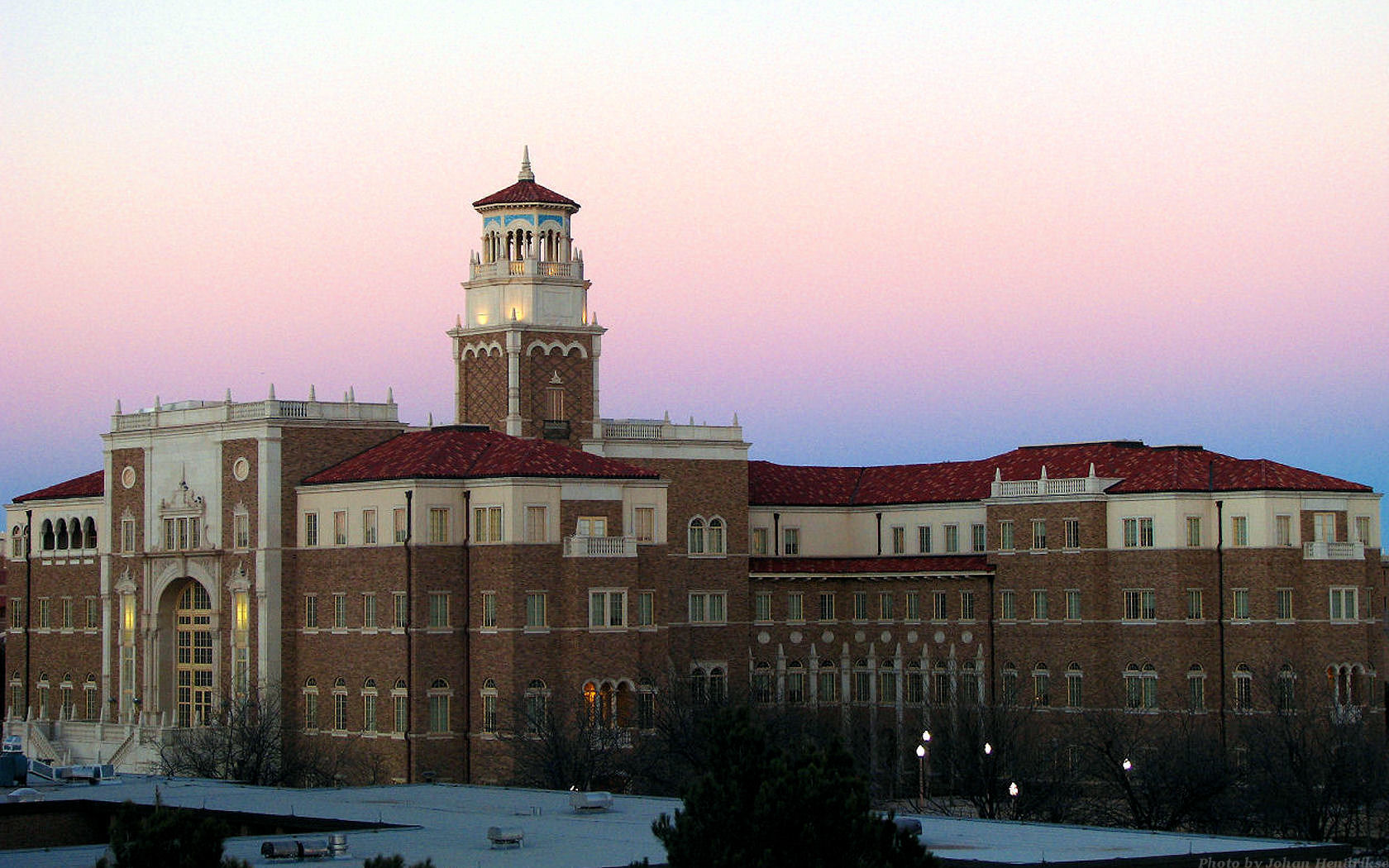
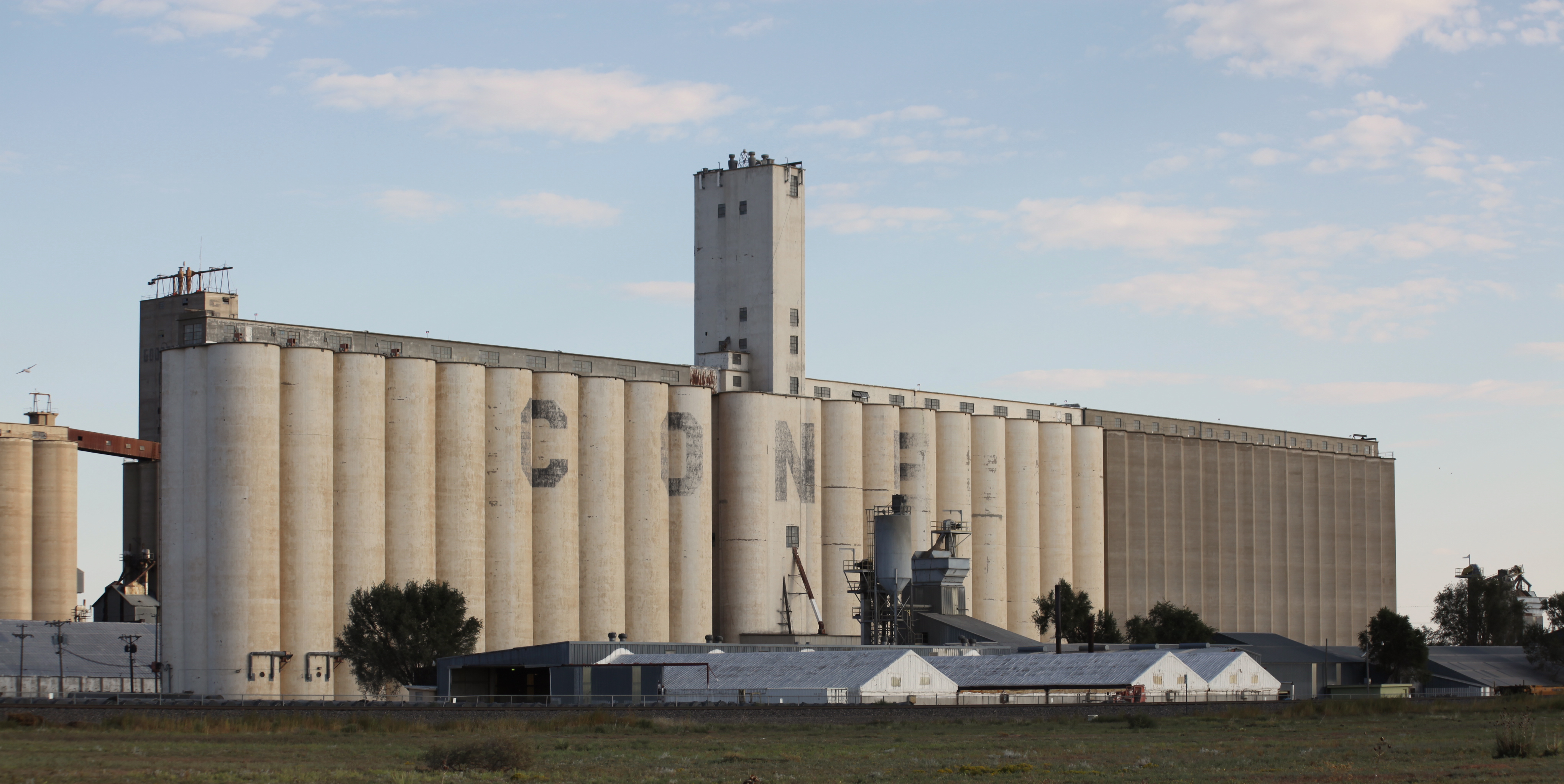
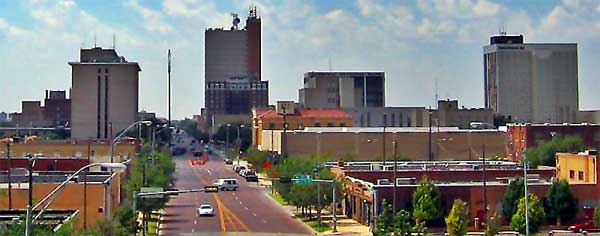
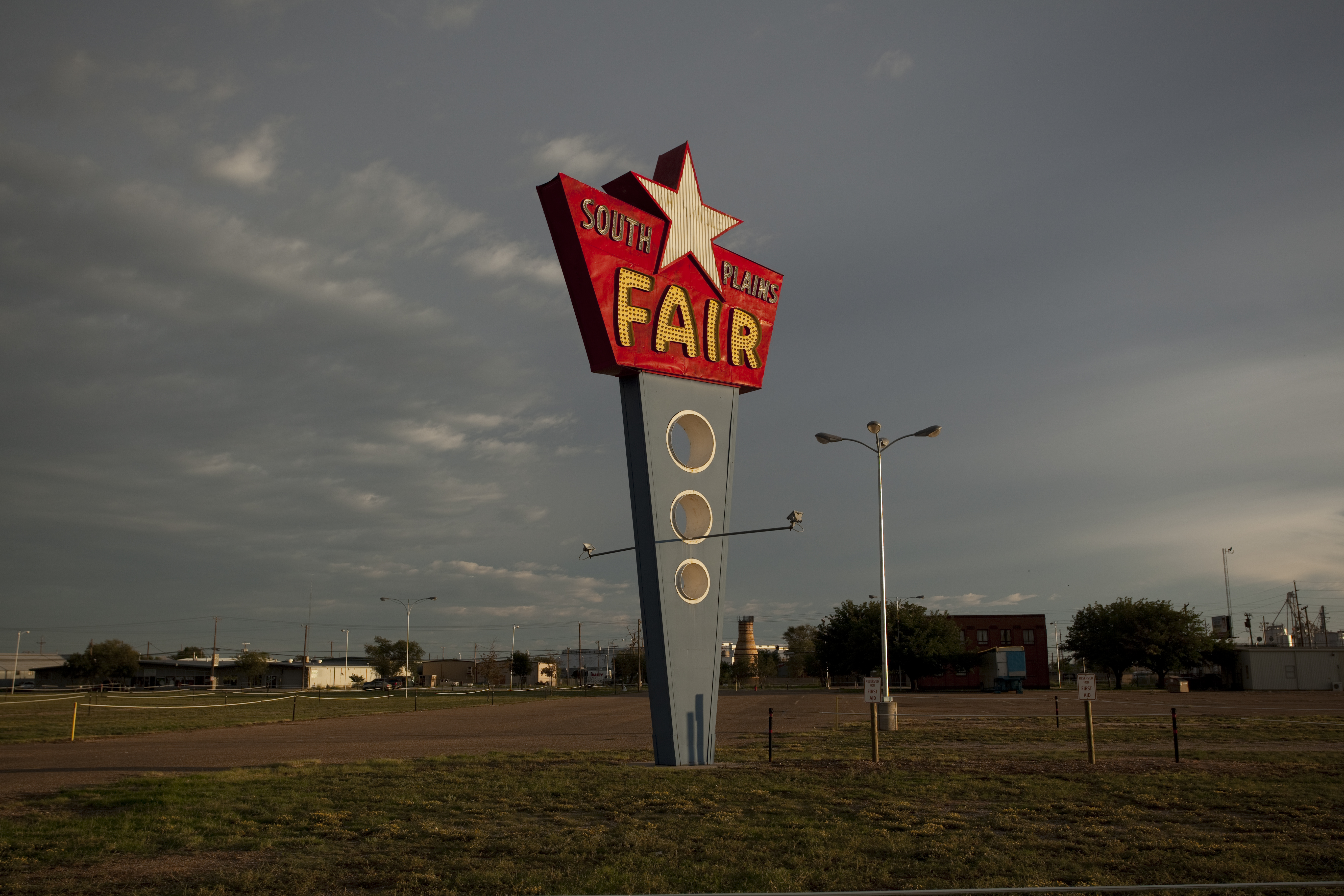
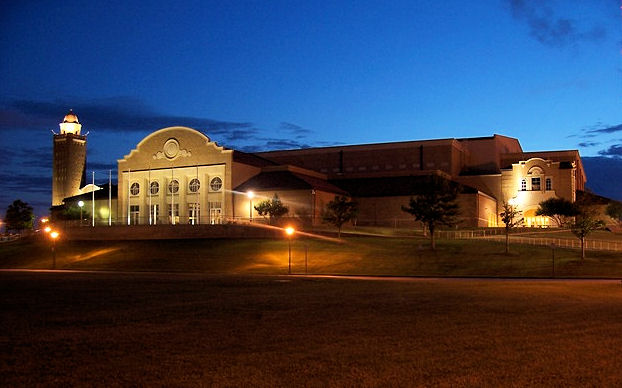
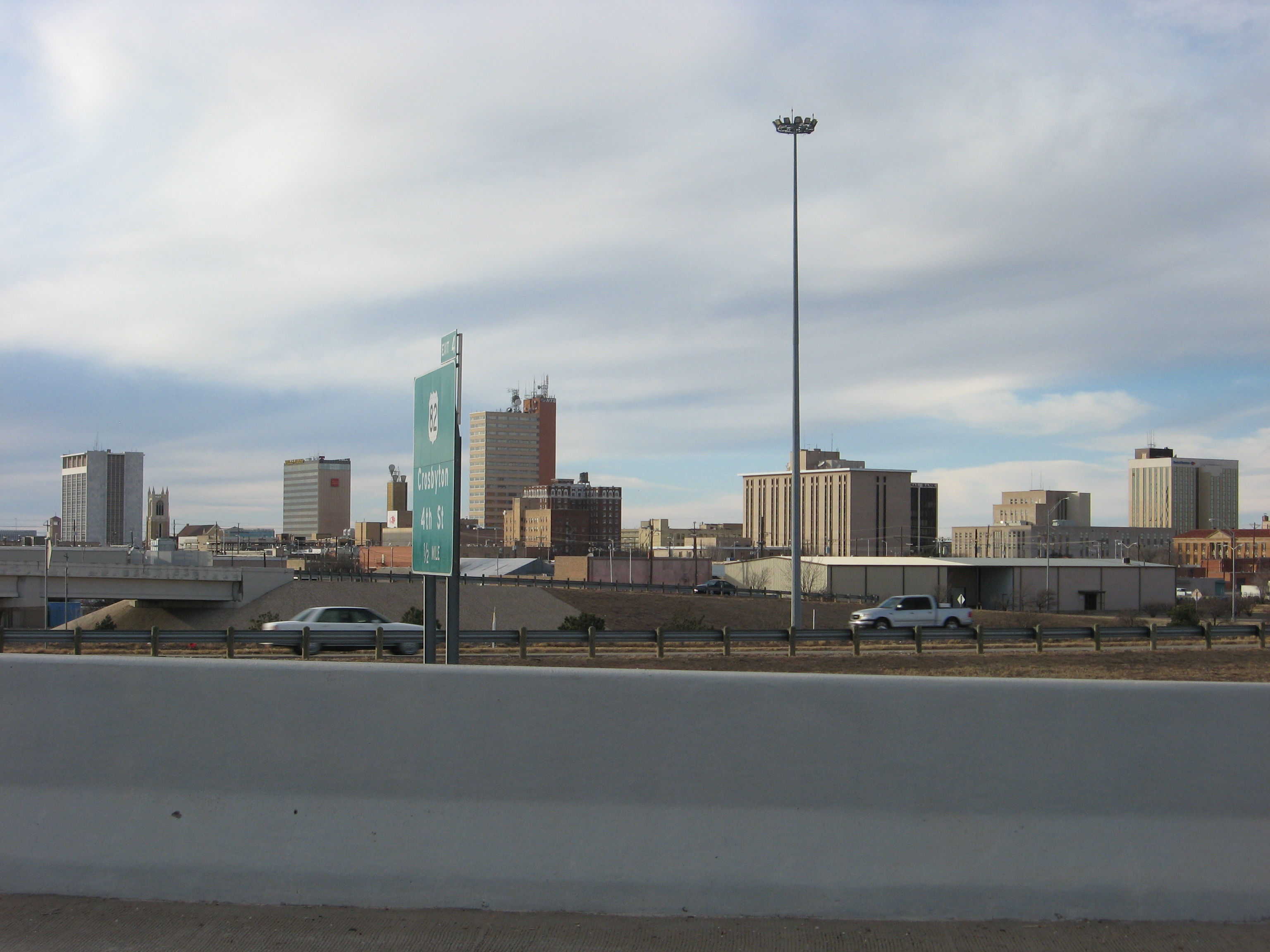
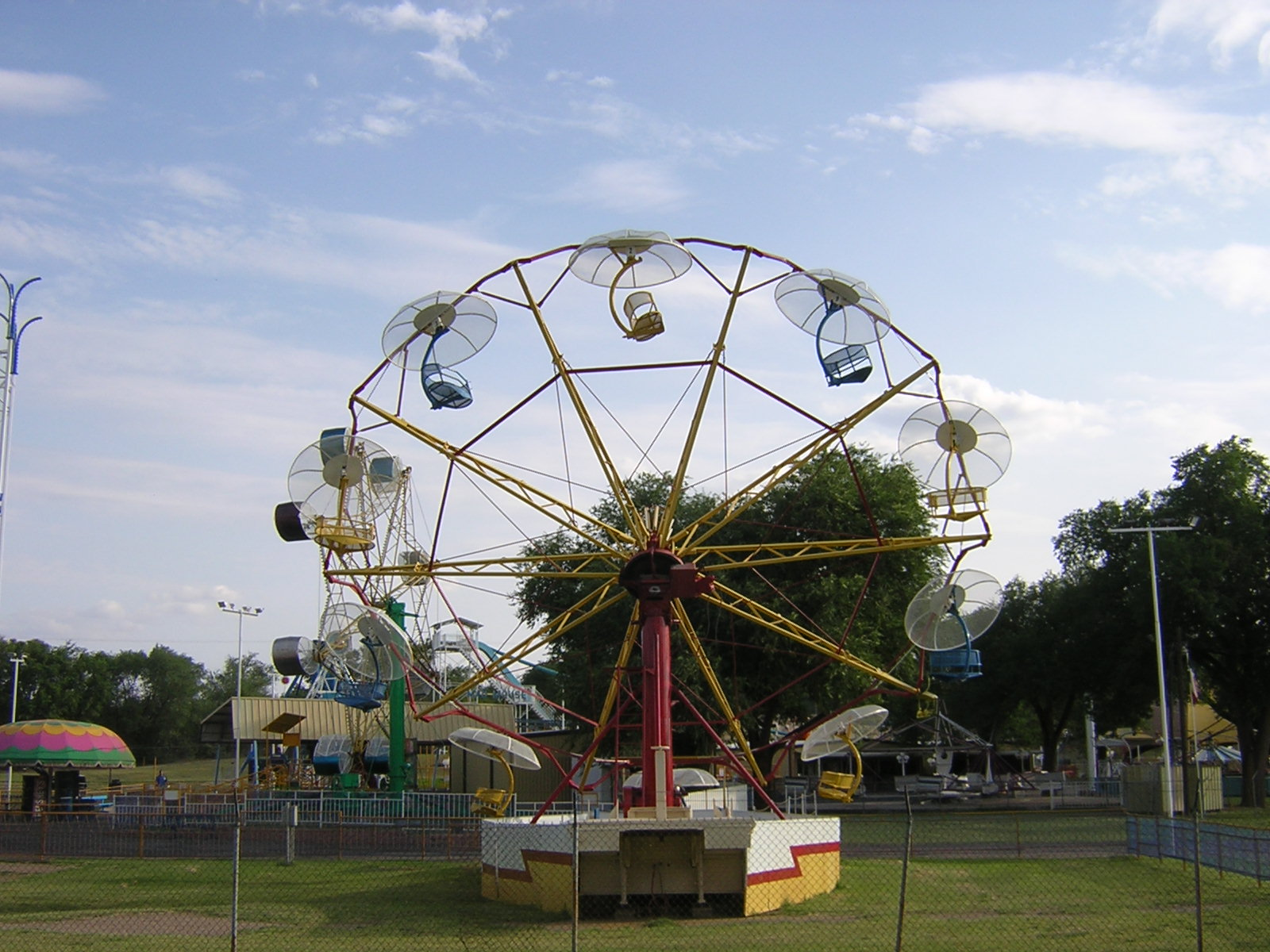

Lubbock je město v okrese Lubbock County ve státě Texas ve Spojených státech amerických. Leží v severozápadní části státu, v regionu známém jako Llano Estacado.
K roku 2022 zde žilo 263 930 obyvatel. S celkovou rozlohou 351,85 km² byla hustota zalidnění 750,1 obyvatel na km².